# We're from Barcelona
We're from Barcelona är den svenska indiepopgruppen I'm from Barcelonas största hit. Låten gavs ut för första gången på EP'n Sing! With I'm From Barcelona! men fick större en större publik genom bandets hemsida där låten under slutet av 2005 och början av 2006 laddades ner 20 000 gånger.
Med den stora framgången låten gjort på nätet lät EMI släppa låten på EP:n Don't Give Up on Your Dreams, Buddy! tillsammans med 3 andra låtar.
På Trackslistan kom låten in 25 februari 2006 och stannade där i 13 veckor. Som bäst nådde den fjärdeplatsen. På Hitlistan låg EP:n med låten på listan i hela 12 veckor, med en tolfteplats som bästa notering.
Melodin testades på Svensktoppen den 23 april 2006, men tog sig inte in på listan.